# 半帶方頭魚
半帶方頭魚，又稱半帶馬頭魚，為輻鰭魚綱刺尾鯛目弱棘魚科方頭魚屬的其中一種，分布於東大西洋區，從摩洛哥至安哥拉海域，棲息深度50-300公尺，體長可達60公分，為底棲性魚類，屬肉食性，可做為食用魚。

## 擴展閱讀
維基物種上的相關：半帶方頭魚